# Hasan I del Marocco
Mulay Ḥasan I (in arabo الحسن الأول‎?; Fès, 1836 – Kasba Tadla, 7 giugno 1894) è stato un sultano marocchino.

## Biografia
Riuscì a preservare l'integrità territoriale e a resistere alle pressioni straniere, pur non esitando a chiedere aiuto ai paesi occidentali per modernizzare il paese e l'esercito.